# Australian Football League

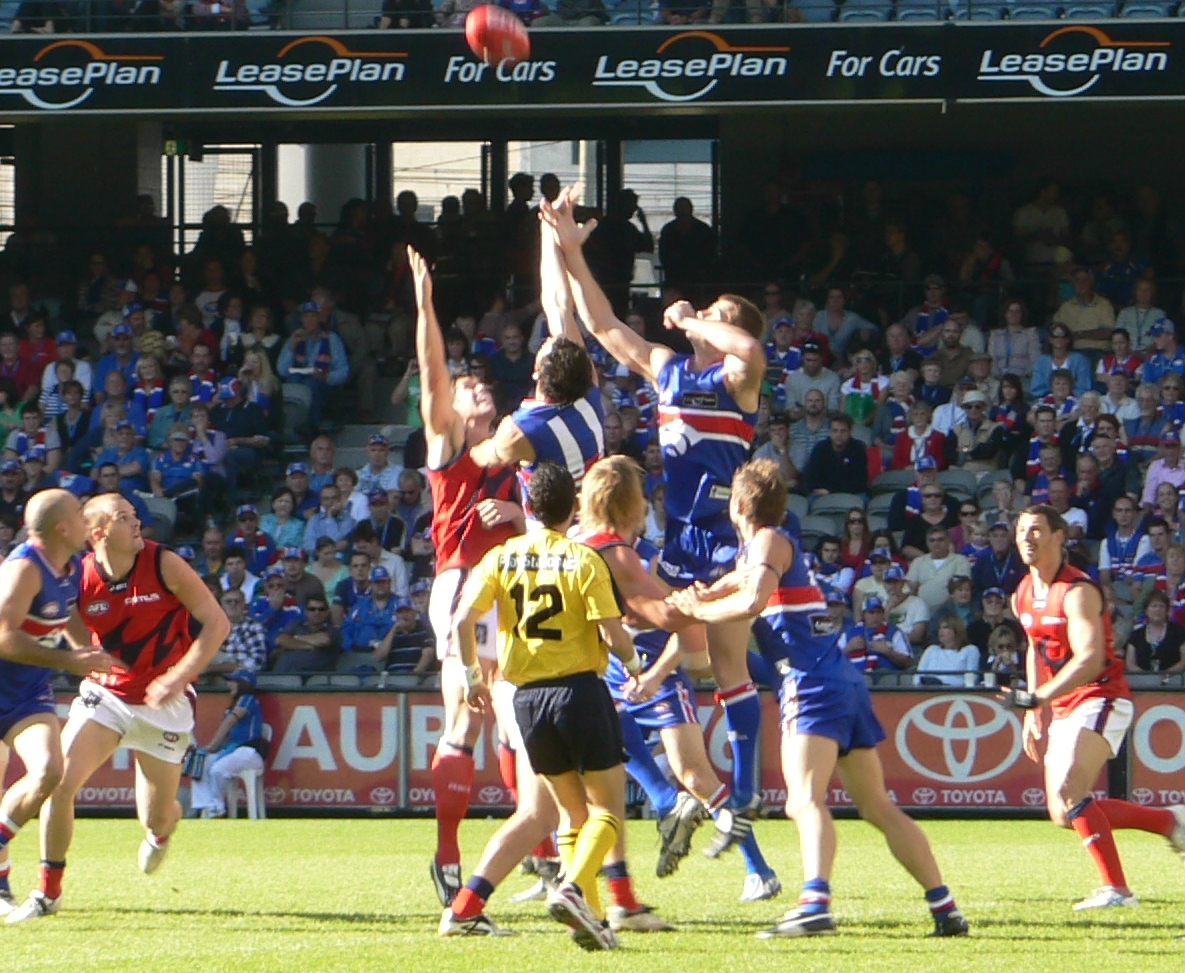
Jogo da Australian Football League.

A Australian Football League (em português:  Liga de Futebol Australiano; abreviação oficial: AFL) é a associação que organiza a competição nacional de futebol australiano, realizada anualmente na Austrália. A AFL também é a entidade máxima do esporte no mundo. Existem muitos estrangeiros jogando na AFL, com destaque principalmente para neozelandeses e ingleses.

## Times
| Nome                      | Cidade     | Estádio                   | Capacidade |
| ------------------------- | ---------- | ------------------------- | ---------- |
| Adelaide Crows            | Adelaide   | AAMI Stadium              | 51,515     |
| Brisbane Lions            | Brisbane   | The Gabba                 | 42,000     |
| Carlton Blues             | Melbourne  | Melbourne Cricket Ground  | 100,000    |
| Collingwood Magpies       | Melbourne  | Melbourne Cricket Ground  | 100,000    |
| Essendon Bombers          | Melbourne  | Etihad Stadium            | 56,347     |
| Fremantle Dockers         | Fremantle  | Subiaco Oval              | 42,922     |
| Geelong Cats              | Geelong    | Skilled Stadium           | 28,300     |
| Gold Coast                | Gold Coast | Carrara Stadium           | 25,000     |
| GWS Giants                | Sydney     | Sydney Showground Stadium | 25,000     |
| Hawthorn Hawks            | Melbourne  | Melbourne Cricket Ground  | 100,000    |
| North Melbourne Kangaroos | Melbourne  | Melbourne Cricket Ground  | 100,000    |
| Melbourne Demons          | Melbourne  | Melbourne Cricket Ground  | 100,000    |
| Port Adelaide Power       | Adelaide   | AAMI Stadium              | 51,515     |
| Richmond Tigers           | Melbourne  | Melbourne Cricket Ground  | 100,000    |
| St Kilda Saints           | Melbourne  | Etihad Stadium            | 56,347     |
| Sydney Swans              | Sydney     | ANZ Stadium               | 81,500     |
| West Coast Eagles         | Perth      | Subiaco Oval              | 42,922     |
| Western Bulldogs          | Melbourne  | Etihad Stadium            | 56,347     |

## Grand Final

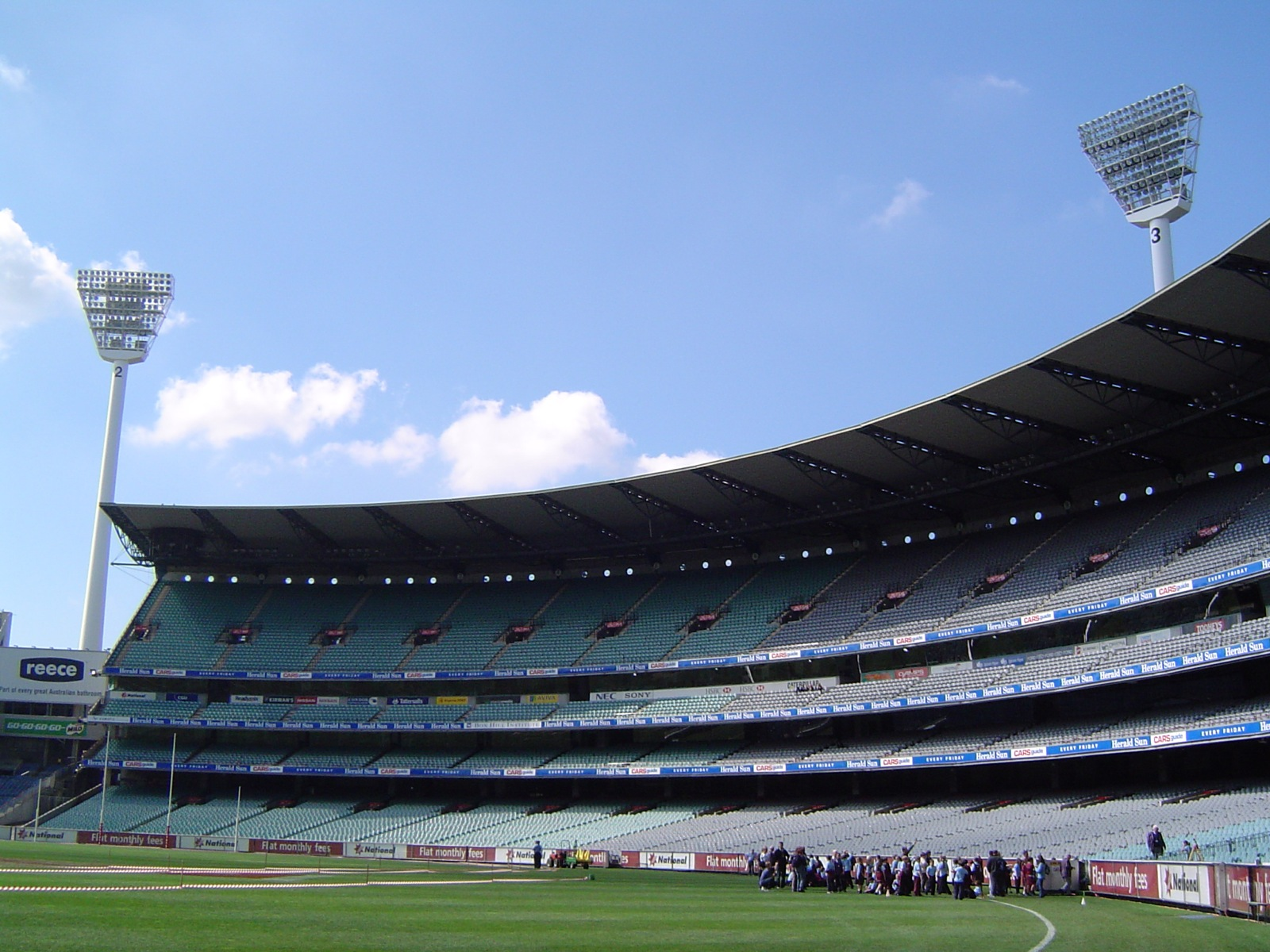
Tradicionalmente a final da AFL é sempre disputada no Melbourne Cricket Ground.

A finalíssima da competição da AFL (Grand Final) é o principal evento esportivo da Austrália, sendo o que atinge os maiores índices televisivos e disputado no Melbourne Cricket Ground desde 1946. Desde então, a única exceção foi em 1991, ano em que foi disputada em Waverley Park.

### Anos
| Temporada | Campeão                   | Placar  | Vice-campeão              | Público |
| --------- | ------------------------- | ------- | ------------------------- | ------- |
| 1990      | Collingwood Magpies       | 89-41   | Essendon Bombers          | 98.944  |
| 1991      | Hawthorn Hawks            | 139-86  | West Coast Eagles         | 75.230  |
| 1992      | West Coast Eagles         | 113-105 | Geelong Cats              | 95.007  |
| 1993      | Essendon Bombers          | 133-89  | Carlton Blues             | 96.862  |
| 1994      | West Coast Eagles         | 143-63  | Geelong Cats              | 93.860  |
| 1995      | Carlton Blues             | 141-80  | Geelong Cats              | 93.670  |
| 1996      | North Melbourne Kangaroos | 131-88  | Sydney Swans              | 93.107  |
| 1997      | Adelaide Crows            | 125-94  | St. Kilda Saints          | 98,828  |
| 1998      | Adelaide Crows            | 105-70  | North Melbourne Kangaroos | 94.431  |
| 1999      | North Melbourne Kangaroos | 124-89  | Carlton Blues             | 94.228  |
| 2000      | Essendon Bombers          | 135-75  | Melbourne Demons          | 96.249  |
| 2001      | Brisbane Lions            | 108-82  | Essendon Bombers          | 91.482  |
| 2002      | Brisbane Lions            | 75-66   | Collingwood Magpies       | 91.817  |
| 2003      | Brisbane Lions            | 134-84  | Collingwood Magpies       | 79.451  |
| 2004      | Port Adelaide Power       | 113-73  | Brisbane Lions            | 77.671  |
| 2005      | Sydney Swans              | 58-54   | Collingwood Magpies       | 91.828  |
| 2006      | West Coast Eagles         | 85-84   | Sydney Swans              | 97.431  |

## Campeões
| Equipe                    | Títulos |
| ------------------------- | ------- |
| Collingwood Magpies       | 16      |
| Essendon Bombers          | 16      |
| Carlton Blues             | 16      |
| Richmond Tigers           | 13      |
| Melbourne Demons          | 13      |
| Hawthorn Hawks            | 13      |
| Fitzroy Lions             | 8       |
| Geelong Cats              | 6       |
| Sydney Swans              | 4       |
| North Melbourne Kangaroos | 4       |
| Brisbane Lions            | 3       |
| West Coast Eagles         | 3       |
| Adelaide Crows            | 2       |
| Port Adelaide Power       | 1       |
| St Kilda Saints           | 1       |
| Western Bulldogs          | 1       |